# أزكروز (إيڭيدي)
أزكروز هي إحدى مشيخات المملكة المغربية، تتبع جغرافيا لإقليم تارودانت وإداريًا لإيڭيدي. يقدر عدد سكانها بـ 3694 نسمة حسب الإحصاء الرسمي للسكان والسكنى لسنة 2004.